# Mabel Barker
 (novembre 2023).
Mabel Barker est une pédagogue anglaise née le 14 décembre 1885 à Silloth (Cumberland, UK) et morte en septembre 1961 à l’âge de 75 ans.

## Biographie
En 1895, à l’âge de 10 ans, sa mère décède d’une pneumonie. Cette perte soudaine a engendré un déséquilibre dans le foyer familial et par conséquent, à l’âge de 15 ans, son père l’envoie à l’école Truro dans les îles Cornouailles. C’est dans cet environnement d’étude qu’elle va pouvoir s’épanouir et découvrir une de ses passions et futur champ de recherche : la nature. A côté de ses études, elle pratique l’alpinisme et explore différents milieux comme les montagnes, les collines et les grottes. Il est à noter que Mabel Barker est la première femme de son époque à traverser le Cuillin Hills et à descendre le Central Buttress, ascensions que d'autres alpinistes masculins ont tenté sans succès après elle, pensant que “if a woman had climbed it surely we could.”

## Parcours
Elle perfectionne son éducation à travers les livres, mais également en dehors du système scolaire. Pour Mabel Barker, l’école n’est « pas un paradis terrestre ». En d’autres termes, les enseignants sont peu enclins à enseigner en dehors d’une classe traditionnelle, alors que des lieux moins conventionnels pourraient être investis..
Son intérêt pour l’environnement l’amène à faire une licence en géologie et à en faire son objet d’étude. De ce fait, elle débute la rédaction de sa thèse Utilisation du milieu géographique pour l'éducation en 1925, dirigée par Patrick Geddes à Montpellier. En 1926, elle soutient sa thèse qui sera ensuite publiée en 1931 par la maison d’édition Flammarion. 

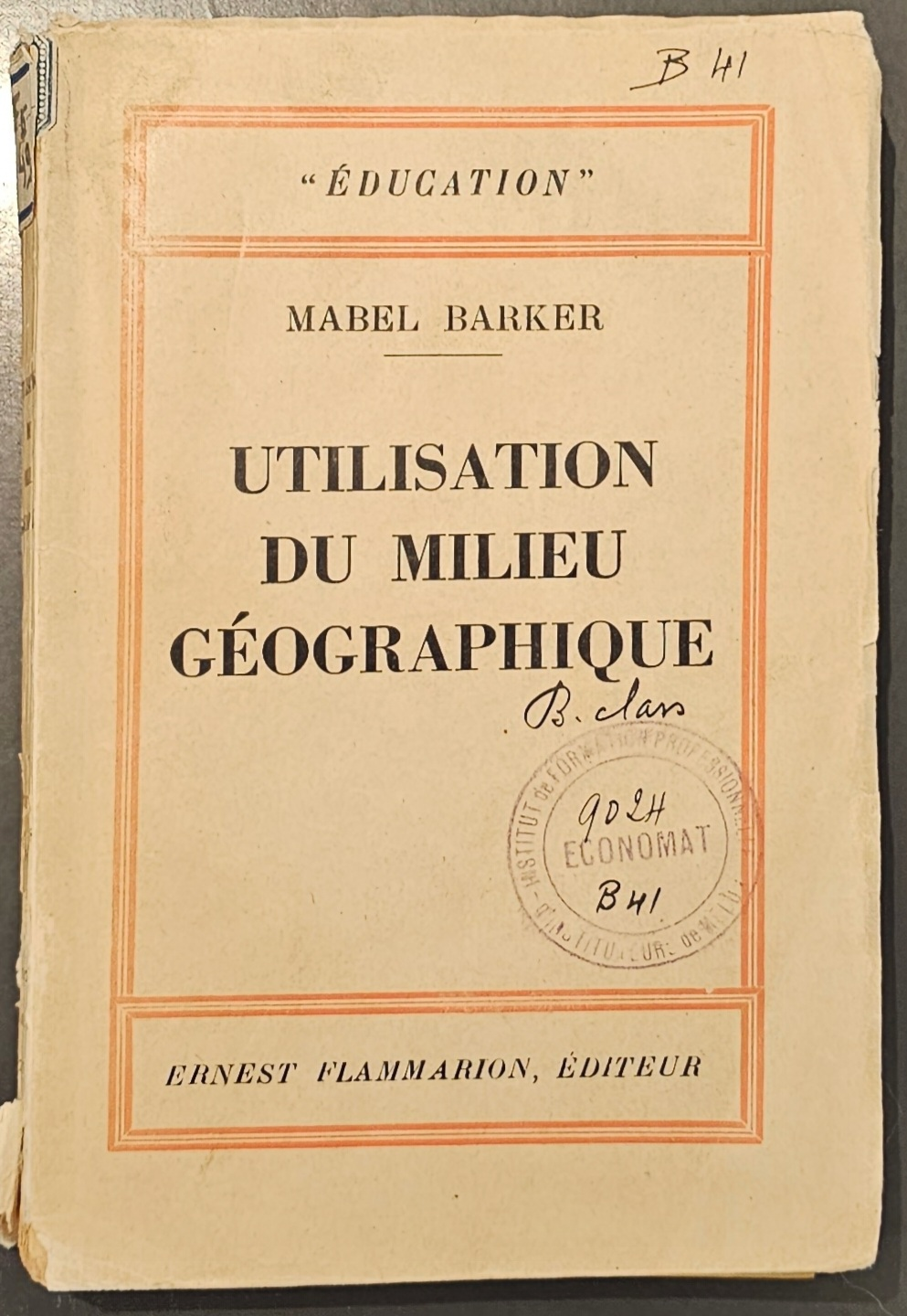
Utilisation du milieu géographique en éducation (Flammarion, 1931)

Après ses études, Mabel Barker enseigne en 1910 dans une école à Saffron Walden, en Angleterre. Elle ouvrira ensuite sa propre école en 1927 à Friar Row (Caldbeck, UK), où elle peut mettre en pratique sa méthode d'enseignement en encourageant ses élèves à découvrir et préserver leur environnement naturel.

## Ses ambitions pédagogiques
Bien que Mabel Barker reste méconnue du grand public, il s’agit d’une pionnière dans la pratique de l’enseignement à l’extérieur. Pour elle, l’élève et ses questions sont au cœur du système éducatif, ce dernier devant donc être ouvert sur le monde. De surcroit, pour s’épanouir, l’enfant a besoin d'évoluer dans un environnement naturel. En d’autres termes il s’agit d’associer la découverte et l’apprentissage, sur un modèle socio-constructiviste. Ainsi, l’enfant jouit d’une liberté et d’une complicité avec la nature, tout en construisant des connaissances qui font sens.

## Son influence aujourd'hui
À la suite des différents confinements en France entre 2020 et 2021, la question de la relation entre environnement naturel et apprentissage a été soulevée et a favorisé un retour du mouvement pédagogique de la Classe Dehors, sur le modèle de la classe promenade de Célestin Freinet, qui s'appuie sur l'idée développée par  Mabel Barker que « l’école se révèle hors les murs ». Il ne suffit donc pas de faire classe à l'extérieur, mais bien d'encourager les élèves à explorer l’espace par eux-mêmes, et de partir de leurs observations et questionnements. Cette démarche rend l’apprentissage plus concret et accessible aux élèves, tout en recréant un lien avec la nature, ce qui lui permet également de s'inscrire dans des objectifs de l'éducation au développement durable.